# Kingfisher Lake Indian Reserve 1
Kingfisher Lake Indian Reserve 1 är ett reservat i Kanada.   Det ligger i provinsen Ontario, i den sydöstra delen av landet, 1 300 km nordväst om huvudstaden Ottawa. Kingfisher Lake Indian Reserve 1 ligger vid sjön Kingfisher Lake.
I omgivningarna runt Kingfisher Lake Indian Reserve 1 växer i huvudsak barrskog. Trakten runt Kingfisher Lake Indian Reserve 1 är nära nog obefolkad, med mindre än två invånare per kvadratkilometer.